# Un libro incómodo: soluciones reales a los mayores problemas del mundo
Un libro incómodo: soluciones reales a los mayores problemas del mundo es una narrativa política de  2007 escrita y editada por el conservador y comentarista Glenn Beck

## Explicación del título del libro
El título de An Inconvenient Book es una parodia del título del  documental de Al Gore Una verdad incómoda. Una sección del libro proporciona una respuesta crítica a las opiniones de Gore sobre el calentamiento global.

## Problemas discutidos
Beck analiza sus opiniones políticas sobre varios temas. Los problemas incluyen las afirmaciones de Beck de que el mercado libre proporciona la mejor manera de combatir el calentamiento global, las percepciones de Beck del  liberalismo, la brecha de ingresos, y la inmigración ilegal.

## Recepción
Publishers Weekly describió "Un libro incómodo" como "una buena lectura para los conservadores", refiriéndose al tono a menudo alegre de Beck, "en su mejor momento cuando es más absurdo y más divertido cuando es su propio objetivo". Sobre el contenido, el crítico dice: "Aunque a menudo es informativo, como en su capítulo sobre el calentamiento global, Beck a veces es tedioso, especialmente cuando se trata del Islam y la educación (Francia está literalmente al borde del abismo, y nuestro mayor aliado, Inglaterra, está a punto de que se le dé la vuelta también) ".
An Inconvenient Book  entró en la Lista de los más vendidos del New York Times en el número 1 en la categoría de no ficción de tapa dura y permaneció en la lista durante 17 semanas.